# Iván Menczel
Iván Menczel (Karancsalja, 14 de dezembro de 1941 - 26 de novembro de 2011) foi um futebolista húngaro, campeão olímpico. 
Fez parte do elenco medalha de ouro nos Jogos Olímpicos de 1968. Ele também fez parte do elenco da Seleção Húngara na Copa do Mundo de 1962.